# Episodi di Le Bureau - Sotto copertura (prima stagione)
La prima stagione della serie televisiva Le Bureau - Sotto copertura (Le Bureau des légendes), composta da 10 episodi, è stata trasmessa in prima visione in Francia dal 27 aprile al 25 maggio 2015 su Canal+.
In Italia, la stagione è andata in onda dal 16 gennaio al 13 febbraio 2017 sul canale pay  Sky Atlantic.
| n° | Titolo originale | Titolo italiano          | Prima TV Francia | Prima TV Italia  |
| -- | ---------------- | ------------------------ | ---------------- | ---------------- |
| 1  | Épisode 1        | Ritorno alla normalità   | 27 aprile 2015   | 16 gennaio 2017  |
| 2  | Épisode 2        | La scomparsa di Cyclone  | 27 aprile 2015   | 16 gennaio 2017  |
| 3  | Épisode 3        | Aria di tempesta         | 4 maggio 2015    | 23 gennaio 2017  |
| 4  | Épisode 4        | Una relazione pericolosa | 4 maggio 2015    | 23 gennaio 2017  |
| 5  | Épisode 5        | Operazione "Pigalle"     | 11 maggio 2015   | 30 gennaio 2017  |
| 6  | Épisode 6        | L'asta                   | 11 maggio 2015   | 30 gennaio 2017  |
| 7  | Épisode 7        | Pronta a tutto           | 18 maggio 2015   | 6 febbraio 2017  |
| 8  | Épisode 8        | Ritorno a Damasco        | 18 maggio 2015   | 6 febbraio 2017  |
| 9  | Épisode 9        | La lista                 | 25 maggio 2015   | 13 febbraio 2017 |
| 10 | Épisode 10       | Il grande gioco          | 25 maggio 2015   | 13 febbraio 2017 |

## Ritorno alla normalità
- Titolo originale: Épisode 1
- Diretto da: Éric Rochant
- Scritto da: Éric Rochant

### Trama
Siria. L'agente segreto Guillaume Debailly, noto come Malotru, annuncia alla sua fidanzata Nadia che dovrà trasferirsi in Giordania, dove gli è stata affidata la supplenza in una scuola francese. Nel colloquio con Marie-Jeanne, il funzionario del Bureau des légendes (dipartimento del DGSE) che segue la sua missione, Malotru dichiara che Nadia ha reagito in malo modo alla notizia della partenza, ma in realtà le cose non si sono svolte affatto così. Infatti, la donna era stata conciliante nell'accettare la fine della loro relazione.
Quattro mesi dopo Malotru rientra a Parigi. Nonostante la missione in Siria sia formalmente terminata, Malotru è mantenuto sotto osservazione dal Bureau e deve conservare l'identità falsa di Paul Lefevbre. Mentre è impegnato ad eliminare le tracce della missione con Sylvain Ellenstein, l'addetto alla sorveglianza elettronica, Malotru legge una mail di Nadia in cui gli dice che gli mancherà. Intanto, il Bureau è in agitazione perché si sono perse le tracce dell'agente Cyclone, operante ad Algeri, arrestato per rissa dopo che una prima volta era stato fermato al volante in stato d'ebbrezza.
Henri Duflot, direttore del Bureau, incarica Malotru di formare Marina Loiseau, una giovane agente in partenza per l'Iran che dovrà fingersi una ricercatrice sismologa. La prima lezione ha luogo in un ristorante, dove Malotru le insegna a mantenere la giusta distanza dai suoi bersagli. Il colonnello Marc Lauré, direttore del DGSE (soprannominato "Mag" per essere stato otto anni in missione a Mosca) si presenta al Bureau per avere spiegazioni sull'affaire Cyclone. Alla riunione partecipano Duflot, Malotru e Sisteron (quest'ultimo è il referente di Cyclone). Lauré concede a Duflot cinque settimane di tempo per trovare Cyclone, altrimenti sarà costretto a chiedere le sue dimissioni. Saputo che c'è stata un'esplosione all'università di Damasco, Malotru acquista un telefono ricaricabile per mettersi in contatto con Nadia, apprendendo che si trova a Parigi per un corso di formazione alla Maison des Cultures du Monde. Malotru la incontra e si regala una notte di passione con lei.

## La scomparsa di Cyclone
- Titolo originale: Épisode 2
- Diretto da: Jean-Marc Moutout
- Scritto da: Éric Rochant

### Trama
Malotru è promosso vicedirettore di Duflot, il quale si aspetta da lui un aiuto decisivo nel salvare Cyclone. Della spia non si hanno ancora notizie, quindi si rende necessario disattivare tutte le risorse con cui è entrato in contatto ad Algeri. Una di queste, Shérif Gherbi, chiede di essere rimpatriato in Francia prima che venga scoperto dalle autorità algerine. Il Bureau assume la dottoressa Laurène Balmes, una psicologa che dovrà valutare il comportamento degli agenti. Sisteron studia i movimenti delle celle telefoniche ad Algeri, sperando di trovare una spiegazione alla scomparsa di Cyclone. Marina inizia la sua missione, il cui obiettivo è essere reclutata da Reza Mortazavi, il professore che dirige il programma di scambio franco-iraniano, per andare in Iran con lui. Marie-Jeanne, che sarà la referente di Marina, distrugge il suo passaporto perché risultava che l'anno precedente era stata in Israele assieme al suo ex compagno.
Balmes riferisce a Duflot che Malotru manifesta i sintomi di un atteggiamento paranoico, segno che non ha ancora abbandonato la sua "leggenda" e probabilmente qualcosa è andato storto sul campo. Il Bureau riesce a rimpatriare Shérif Gherbi, usando la copertura di un serio problema di salute di suo fratello. Malotru aiuta l'impacciata Marina ad avvicinare Ann Lebarbier, il direttore del dipartimento di sismologia dell'università, affinché la possa introdurre nell'ambiente di Mortazavi. Intanto, al Bureau emerge un precedente, molto simile al caso Cyclone, di un agente inglese scomparso ad Algeri nel 1990 che in seguito è stato appurato lavorava per gli algerini. Duflot teme che anche Cyclone possa essere un doppiogiochista.
Malotru scopre che Nadia, pur formalmente iscritta al corso di formazione alla Maison des Cultures du Monde, non ha frequentato alcun incontro. Nonostante ciò, Malotru non riesce a tenere a bada l'attrazione che prova per Nadia, una scelta che finirà per ritorcerglisi contro.

## Aria di tempesta
- Titolo originale: Épisode 3
- Diretto da: Jean-Marc Moutout
- Scritto da: Éric Rochant, Camille de Castelnau & Cécile Ducrocq

### Trama
Il Bureau sottopone Gherbi a un finto sequestro, così da appurare se lavora per loro oppure per gli algerini. Dall'interrogatorio risulta che Gherbi lavora effettivamente per il Bureau, menzionando un inesistente Colonnello Ahmed dal quale prenderebbe ordini secondo la sua copertura algerina. Furioso per il trattamento ricevuto, Gherbi minaccia d'interrompere la collaborazione con il Bureau. Malotru chiede a Sylvain di indagare su Nadia, senza però ricavare elementi utili a capire cosa stia facendo a Parigi. La verità è che Nadia sta operando come mediatrice nelle trattative segrete tra il governo siriano di Bashar al-Assad e l'opposizione in esilio. La compagine governativa è rappresentata da Hachem Al-Khatib, un misterioso banchiere che si vanta di essere cugino di Assad. La sorveglianza dei negoziati è affidata all'agente Nadim, il quale impone ai partecipanti il coprifuoco in albergo.
Marina inizia a lavorare all'istituto geografico, con Marie-Jeanne che le raccomanda di rimuovere tutti gli ostacoli che si frapporranno tra lei e Mortazavi. Il professore prende subito in simpatia la nuova arrivata, chiedendole una consulenza sulle tecniche spettrali di analisi sismologica. Marie-Jeanne le procura materiale da memorizzare sull'argomento, tuttavia lo sforzo si rivela inutile perché alla fine Mortazavi si accontenta di un paper esaustivo di Jérôme Lebrun. Quest'ultimo, un ricercatore molto preparato, è considerato dai colleghi il favorito per andare in Iran con Mortazavi. Nadia infrange il coprifuoco e incontra Malotru, venendo interrogata sul motivo per cui è a Parigi e non sta frequentando il corso d'aggiornamento. Nadia si mantiene sul vago e lascia la stanza, venendo infastidita da Nadim che vuole conoscere le generalità della persona con cui si è intrattenuta. Nadia risponde che si tratta del professore di francese Paul Lefevbre.

## Una relazione pericolosa
- Titolo originale: Épisode 4
- Diretto da: Hélier Cisterne
- Scritto da: Éric Rochant, Camille de Castelnau & Emmanuel Bourdieu

### Trama
Nadim indaga su Paul Lefevbre e la copertura sembra reggere, tuttavia ordina a Nadia di non frequentarlo più. Una delegazione dei servizi segreti dell'Algeria si presenta al Bureau. Malotru e Duflot, cui il Colonnello Lauré ha concesso di partecipare all'incontro come osservatori, intuiscono che gli algerini nascondono di sapere cosa è accaduto a Cyclone. Il Bureau impedisce alla signora Benarfa, la madre di Cyclone, di andare ad Algeri a cercare suo figlio. Mortazavi inizia a riservare strane attenzioni verso Marina. Marie-Jeanne la invita a fare attenzione a come comportarsi con il professore perché sarebbe opportuno respingere le sue avances, ma al tempo stesso non lo deve umiliare per non precludersi l'Iran.
Nadia invita Malotru a cena, venendo sorpresi da Nadim che si presenta come un amico della donna che si occupa di scortarla al suo "seminario". Malotru vuole sapere chi sia Nadim, indisponendosi per le bugie che Nadia continua a propinargli. Nadia si dice disposta a rivelargli il vero motivo per cui si trova a Parigi, però Malotru accetta di non conoscere una verità che pensa abbia a che fare con lui. Malotru apre un canale preferenziale con Karim Belkacem, il capo della delegazione degli agenti algerini. Mortazavi offre un passaggio in macchina a Marina, tentando stavolta in maniera più evidente di abbordarla. Per distogliere l'interesse nei suoi confronti, Marina gli rivela che porta con sé il trauma della scomparsa del padre, morto quando aveva solo sei anni. Il giorno seguente Mortazavi si scusa per il suo comportamento inopportuno e Marina, convinta che questo tolga di mezzo una possibile complicazione, è più rilassata.
Malotru identifica Al-Khatib e Malcacin, quest'ultimo un oligarca russo molto vicino a Putin, intuendo così le trattative in corso per chiudere la guerra in Siria. Poiché ritiene che Nadia corra un grave pericolo se si dovesse scoprire che frequenta un agente francese, Malotru riprende all'insaputa del Bureau l'identità di Paul Lefevbre.

## Operazione "Pigalle"
- Titolo originale: Épisode 5
- Diretto da: Hélier Cisterne
- Scritto da: Éric Rochant & Camille de Castelnau

### Trama
Stanco di essere tormentato dal pensiero di Cyclone, Sisteron chiede di poter andare a cercarlo ad Algeri. Qui incontra Donia, la segretaria di Cyclone, ignara di che fine abbia fatto. Al-Khatib impone a Nadia di non frequentare più Paul Lefebvre, sospettato di essere una spia, minacciandola di far saltare il suo ruolo di mediatrice se non gli dirà il luogo dei loro appuntamenti. Malotru si accorge che qualcuno sta indagando su di lui, avendo lasciato un finto manoscritto di Lefebvre nella stanza d'albergo presso cui alloggia. Marina è sequestrata fuori dall'istituto geografico da un uomo che vuole sapere cosa sta complottando con Mortazavi. Duflot invita Malotru e Balmes a cena con sua moglie Élodie, un modo per permettere alla dottoressa di psicanalizzarlo in un contesto informale. Lungo il tragitto verso il ristorante, Malotru è aggredito.
Nel canale parallelo aperto da Malotru si palesa un certo Pigalle, nome in codice di un agente algerino che collabora con Cyclone. La cella da cui è partito il messaggio corrisponde alla casella postale inattiva di Cyclone che quest'ultimo utilizzava per comunicare con Sisteron. Allertato dai colleghi, Sisteron aggredisce Donia e trova una pistola nascosta dentro la credenza. Donia è arrestata dai francesi, accusata di essere complice del terrorista Benarfa. Tornato al Bureau, Sisteron scopre che Donia era in cura presso uno psichiatra. Marie-Jeanne chiede a Malotru se è il caso di dire a Simon, l'uomo che sta torchiando Marina, di interrompere l'interrogatorio. Si trattava infatti di un'esercitazione ordita da Malotru per verificare se la ragazza aveva la tempra di sostenere la sua copertura. Successivamente, Simon incontra Marina al parco e le chiede di uscire.
L'aggressore di Malotru, che gli aveva portato via la giacca, trova la carta studentesca di sua figlia Prune dentro una tasca. Sylvain scopre nell'agenda del cellulare di Pigalle che costui ha dato appuntamento a Malotru all'aeroporto di Orly.

## L'asta
- Titolo originale: Épisode 6
- Diretto da: Mathieu Demy
- Scritto da: Emmanuel Bourdieu, Camille de Castelnau & Éric Rochant

### Trama
Malotru si presenta all'appuntamento con Pigalle, il quale comunica con lui via Bluetooth dicendogli che "l'asta scadrà tra due giorni". Lo scooter menzionato dai messaggi appare su un sito di aste. Malotru è convinto che dietro la scomparsa di Cyclone ci sia una sola persona. Jérôme annuncia in via confidenziale a Marina di essere stato scelto da Mortazavi per accompagnarlo in Iran. Marie-Jeanne la esorta a cavarsela da sola, trovando il modo di mettere fuori causa Jérôme senza destare sospetti. Marina si rivolge a Simon, che minaccia pesantemente il malcapitato ricercatore.
Riconoscendo di essere stata troppo dura con Marina, Marie-Jeanne chiede alla Balmes una sua valutazione sulla ragazza. Prune ritira la sua carta dello studente in un bar. Qui viene avvicinata da Nadim che si presenta come un compagno di corso di Paul Lefebvre. Intanto, Malotru si incontra con la Balmes che gli aveva chiesto di accompagnarla a visitare l'appartamento di Marina. Quando la terrorizzata Prune gli telefona per avvertirlo della persona che l'ha infastidita, Malotru congeda la Balmes e si preoccupa di depistare gli uomini che lo stavano pedinando. Rientrata al Bureau, la Balmes riferisce a Duflot di ritenere sempre più probabile che Malotrou soffra di disturbo da stress post-traumatico.
Avvalendosi di Gherbi, il Bureau identifica il generale in pensione Kerbouche come il principale sospettato di essere Pigalle. Malotrou e la squadra riescono a mettersi in contatto con lui, ma la chiamata si interrompe quando è menzionato lo scooter. Malotru sente di non poter combattere la sua battaglia da solo, soprattutto dopo che è stata coinvolta anche sua figlia. Decide così di mettere al corrente Duflot e Marie-Jeanne dei negoziati di cui Nadia è mediatrice.

## Pronta a tutto
- Titolo originale: Épisode 7
- Diretto da: Mathieu Demy
- Scritto da: Éric Rochant & Camille de Castelnau

### Trama
Malotru non è completamente sincero con i colleghi, a cui ha raccontato di aver rivisto Nadia per puro caso e di non essere andato oltre una sporadica frequentazione con lei. Marie-Jeanne non crede alla versione di Malotru, iniziando a dubitare di tutto quello che gli ha raccontato nei sei anni trascorsi in Siria. I suoi sospetti trovano conferma quando viene a sapere da Sylvain le ricerche che Malotru gli ha commissionato sul conto di Nadia. Tolto di mezzo Jérôme, Marina teme che la prescelta di Mortazavi per l'Iran possa essere Fanny. Marina la invita nel suo appartamento, allo scopo di preparare una conferenza che il professore dovrà tenere a Oslo, facendola ubriacare per provare a estorcerle qualche informazione. Tuttavia, è Marina ad avere difficoltà a reggere l'alcol, al punto che ha rischiato di svelare alla collega il suo lavoro di spia. Fanny le rivela che è abituata ad avere a che fare con la madre alcolizzata, alla quale nasconde un pesante segreto familiare che la riguarda.
Malotru incontra il generale Kerbouche, disposto a vendergli informazioni su Rachid Benarfa (alias Cyclone). Kerbouche riferisce che Cyclone è stato venduto al generale Lefkir, un uomo cresciuto come lui all'ombra del KGB. A sua volta, Lefkir si appresta a cederlo a un pericoloso gruppo salafita del Sahel, che non esiterà a giustiziarlo non appena lo avrà tra le mani. L'unica opzione che si prospetta per il Bureau, data l'impossibilità di raggiungere un accordo formale con gli algerini, è allestire un'operazione per liberare Cyclone. Marie-Jeanne porta Marina a casa dei genitori di Fanny, svelando alla di lei madre i tradimenti da parte del marito che sono rimasti nascosti per venticinque anni. In questo modo Marie-Jeanne dà una lezione a Marina sul non fraternizzare mai con i bersagli. Nadia riceve una convocazione alla Maison des Cultures du Monde per rendere conto delle sue assenze al corso di formazione. In realtà, si tratta di una trappola architettata dal Bureau per poterla incastrare.

## Ritorno a Damasco
- Titolo originale: Épisode 8
- Diretto da: Laïla Marrakchi
- Scritto da: Éric Rochant & Camille de Castelnau

### Trama
Malotru svela a Nadia di essere un agente infiltrato, pur specificando che i suoi sentimenti verso di lei sono sempre stati sinceri e di averla protetta resuscitando Paul Lefebvre. Nadia non intende collaborare con il Bureau, temendo le conseguenze qualora i siriani dovessero scoprire il suo doppio gioco. Tuttavia, la donna ha un malore durante una seduta dei negoziati e rivela a Nadim il tentativo da parte del DGSE di reclutarla, oltre al fatto che Lefebvre è una spia come ha sempre sospettato. Nonostante le avesse promesso di proteggerla, Nadim spiffera subito tutto ad Al-Khatib che attiva il protocollo di sicurezza.
Il Bureau riesce ad avvicinare Ouria Slimani, l'assistente di Lefkir, convincendola a sostituire le scarpe del suo capo con un paio microchippato. Ouria adempie il compito, ma Lefkir scopre tutto e ordina alle sue guardie di ucciderla. A un ricevimento dell'istituto geografico, Marina conosce Yasmina, che si presenta come la moglie di Mortazavi. Successivamente, Marie-Jeanne le spiega che in realtà si trattava di una spia incaricata di testarla, fatto di per sé positivo perché significa che il professore la sta valutando per il soggiorno in Iran. Sarà poi lo stesso Mortazavi ad annunciarle che farà parte dell'équipe che lo accompagnerà in Iran. Per non destare sospetti, Marina si prende qualche giorno di riflessione. Malotru prega Nadia di non tornare in Siria, ma la donna è determinata a non voltare le spalle al suo Paese.

## La lista
- Titolo originale: Épisode 9
- Diretto da: Laïla Marrakchi
- Scritto da: Éric Rochant & Camille de Castelnau

### Trama
Il rapimento di Cyclone diventa di dominio pubblico e i servizi algerini offrono le informazioni che potranno ricavare da una talpa inserita nel gruppo terroristico autore del sequestro. Mag e Duflot non intendono seguire la linea del governo francese, propenso ad accordarsi con gli algerini, e chiedono a Malotru di continuare a operare dietro le quinte. Dopo aver ricevuto un video da Nadim in cui tiene sotto scacco Nadia, Malotru incontra l'uomo che vuole la lista di tutte le persone con cui è entrato in contatto durante la sua missione in Siria. Marina supera l'ultima prova di resistenza all'alcol e un colloquio con Balmes, quindi è dichiarata pronta a partire per l'Iran.
Il Bureau individua Jamel Ayich come la testa di ponte per arrivare a Lefkir, puntando sulla sua insoddisfazione per non aver maturato una promozione nonostante i molti anni di servizio a fianco del generale. Contattato tramite un account fake su Facebook, Ayich diventa una pedina a disposizione del Bureau ed è quindi costretto a fornire ogni tipo di prova contro Lefkir. Duflot e Marie-Jeanne festeggiano la partenza di Marina in missione, il cui fine ultimo sarà lo smantellamento dell'arsenale nucleare iraniano. Malotru illustra a Mag e poi a tutti i colleghi del Bureau i dettagli dell'operazione che dovrebbe portare alla liberazione di Cyclone. Disertando l'incontro con Nadim, Malotru ha preso quindi la sofferta decisione di abbandonare Nadia al suo destino.

## Il grande gioco
- Titolo originale: Épisode 10
- Diretto da: Hélier Cisterne
- Scritto da: Éric Rochant & Camille de Castelnau

### Trama
Malotru prova a informarsi sulla situazione di Nadia, intuendo che il Bureau non è nelle condizioni di poter affrontare il dossier. Così si rivolge direttamente ad Al-Khatib, il quale pretende una dichiarazione pubblica in cui si afferma che l'arsenale chimico siriano è in via di smantellamento. Malotru è consapevole che il suo colloquio con Al-Khatib è ripreso dalle telecamere della CIA, con cui stringe un accordo per riattivare il canale di Nadim e salvare Nadia. Gli americani però vogliono che Malotru si sottoponga al test del poligrafo, a cui viene invitata ad assistere Balmes, unico membro del Bureau a conoscenza di questa trattativa. Marina si trova bloccata in un albergo a Tbilisi, dove ha fatto scalo il suo volo, tenuta sotto sequestro da una non meglio precisata organizzazione. Dopo un tentativo fallito di abbandonare la stanza, Marina scambia un suo paio di culotte con il cellulare di una cameriera che le consente di contattare Mortazavi per spiegargli la spiacevole situazione in cui si ritrova.
Il test del poligrafo dà esito positivo, ma gli americani vogliono sentire il parere di Balmes prima di decidere se autorizzare o meno l'operazione-Nadia. Balmes vuole parlare a tu per tu con Malotru, dicendogli apertamente che lo ha sempre ritenuto una persona poco affidabile e in perenne fuga da sé stesso. Nonostante questo, Balmes dà il suo benestare agli americani che rilasciano Malotru. Costui, che per andare dalla CIA aveva chiesto tre giorni di permesso con la scusa di visitare il padre, rientra a Parigi perché Sisteron lo ha avvisato che si avvicina il momento della verità su Cyclone. Marie-Jeanne è lieta di apprendere che Marina è arrivata a Teheran. Sisteron viene ammesso in sala-crisi, dove Cyclone è finalmente liberato.
Peter Cassidy, l'agente della CIA che ha interrogato Malotru, gli comunica che Nadia è ancora viva ed è detenuta presso una prigione in Iran. Come condizione per il suo rilascio, Malotru deve fare carriera nel Bureau per indicare agli americani quale tra i suoi colleghi potrà lavorare per loro. Nessuno del Bureau dovrà sapere il suo doppio gioco, tranne ovviamente la Balmes che lo terrà d'occhio. Malotru rientra al Bureau giusto in tempo per festeggiare la liberazione di Cyclone.